# Stahlröhre

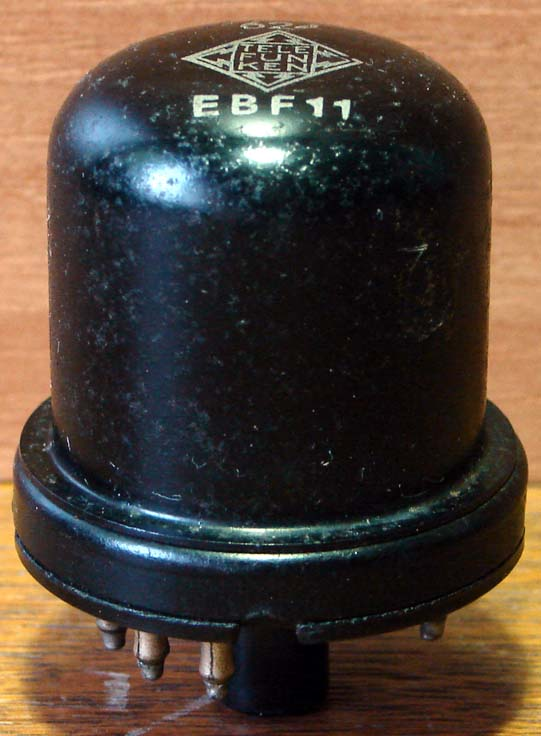
Stahlröhre EBF11 von Telefunken

Eine Stahlröhre ist eine Elektronenröhre, deren Kolben aus lackiertem Stahl besteht. 1937 brachte Telefunken eine Röhrenserie mit Stahlkolben auf den Markt. Erste Vorarbeiten hierzu lassen sich auf das Jahr 1917 datieren.

## Aufbau
Der Grundaufbau besteht aus einer Stahlplatte, an die metallische Träger für das waagerecht aufgebaute Röhrensystem angeschweißt wurden. Zur späteren Kontaktierung wurden Fernico, eine Legierung aus Eisen, Nickel und Kobalt, mit einem für Glaseinschmelzungen günstigen Ausdehnungskoeffizienten in Löcher der Grundplatte eingelötet. Das separat hergestellte eigentliche System wurde dann mit den Systemträgern verschweißt. Danach wurde der Kolben aufgesetzt.
Eine der technologischen Herausforderungen war die Widerstandsschweißverbindung von Kolben und Grundplatte. Hier wurde mit elektrischen Strömen bis 180 kA gearbeitet, um eine vakuumdichte Verbindung zu erhalten.
Die restlichen Arbeitsgänge unterscheiden sich nicht wesentlich von denen bei Glaskolbenröhren.

## Vor- und Nachteile
Vorteile dieses grundlegend neuen, quetschfußlosen Aufbaues waren
- wesentlich kürzere Anschlüsse zum Röhrensystem,
- eine integrierte Abschirmung des Röhrensystems gegenüber Störfeldern,
- geringere mechanische Empfindlichkeit des Kolbens,
- sowie ein in sich stabilerer Systemaufbau durch seine waagerechte Lage mit beidseitiger Systemstabilisierung auf der Grundplatte,
- vereinfachter Aufbau durch den Verzicht auf den Gitterkappenanschluss und somit generell kürzere Verbindungen in den Empfängern.

Die suggestive Wirkung dieser Stahlröhre (Stahl ist stabil und haltbar, Glas fragil und zerbrechlich) war groß genug, dass die RCA in den USA ebenfalls versuchte, Stahlröhren zu bauen und diese im Frühjahr 1935 auch vorstellte. Die Entwicklung war zu diesem Zeitpunkt aber noch nicht abgeschlossen, 40 % der Produktion gingen als Ausschuss verloren. Das mündete teilweise in marketingtechnisch interessanten Varianten; Röhren mit dem technisch bereits beherrschten Glaskolben, über den zu Zwecken der Optik ein Aluminiumkolben gestülpt und mit dem Sockel mechanisch verbunden wurde.
Die zweijährige Verzögerung des deutschen Produktionsstarts gegenüber den USA zahlte sich durch eine vom Start weg höhere Qualität der Produktion aus. Endstufen- und Gleichrichterröhren wurden standardmäßig allerdings nicht in Stahlkolbentechnik hergestellt. Hier dominierte nach wie vor der Domkolben den Systemaufbau, weil dieser kostengünstiger in der Herstellung war, eine bessere Wärmeabstrahlung bei größeren Leistungen besaß und die oben erwähnten langen Anschlussdrähte schaltungstechnisch keine Rolle spielten. Nur für Autoradios und Koffergeräte wurden in Deutschland wenige Endstufen- und Gleichrichterröhrentypen wie die EDD11 und EZ11 in der Stahlausführung gefertigt.
Im Jahre 1948 begann das Röhrenwerk Ulm der Telefunken Gesellschaft mit dem Bau von Stahlröhrensystemen im Glaskolben. Man hätte gerne Stahlröhren hergestellt, allerdings waren die notwendigen Maschinen kriegsbedingt zerstört oder als Reparationsleistungen demontiert. So wurden – vorübergehend – skurriler Weise Glasröhren mit Stahlsockel und wiederum senkrechtem Systemaufbau hergestellt. Nachdem die Stahlröhre massiv als deutscher Fortschritt beworben worden war, wurde es schwierig, den Kunden nun wieder Glasröhren schmackhaft zu machen.

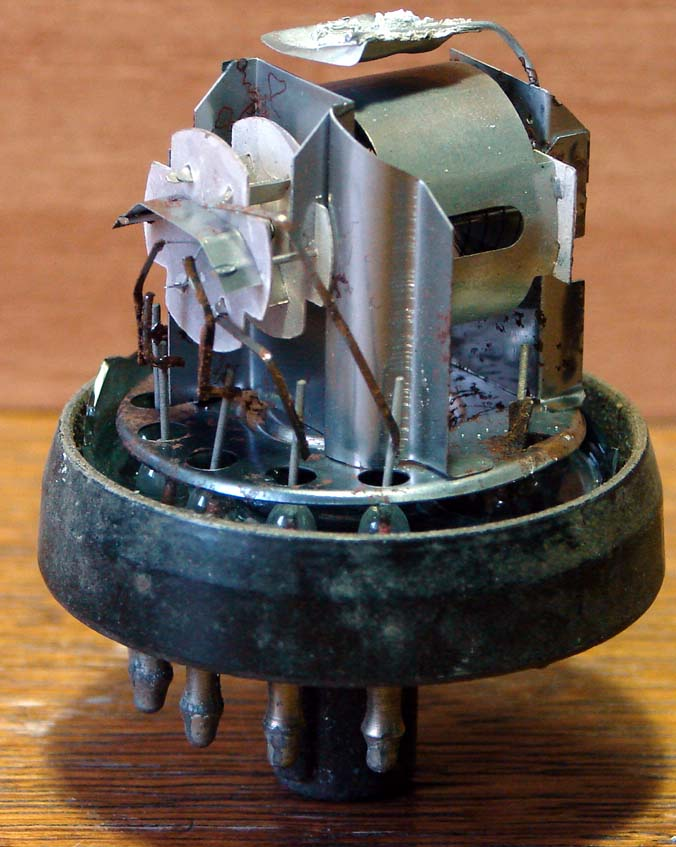
RFT-"Stahl"röhre EBF11, mit entferntem Glaskolben

Die Röhrenwerke des RFT stellten in der Folgezeit ebenfalls Stahlröhren mit Glaskolben her, allerdings waren diese deutlich näher am Original orientiert, da der grundlegende Systemaufbau in der Waagerechten beibehalten wurde.
Mit dem Aufkommen des UKW/FM-Rundfunks Anfang der 1950er Jahre wurden kurze Leitungsführungen essentiell für gute Empfangsleistungen bei den gegebenen Frequenzen um 100 MHz. Während Philips/Valvo bereits Anfang der 1950er Jahre die neu entwickelten Röhren der Rimlocksockelserie in ihren eigenen Geräten einsetzten, behielt Telefunken die Stahlröhrenbestückung vorerst bei. Für den UKW-Rundfunk wurden sogar neue Röhren entwickelt; so beispielsweise die EAA11 als Duodiode für die Ratiodetektorschaltung.
Letztlich konnten sich die Stahlröhren nicht durchsetzen: Der dem waagerechten Systemaufbau geschuldete große Kolbendurchmesser schränkte die fortschreitende Miniaturisierung der Geräte merklich ein. Höhere Herstellungskosten durch den separaten Sockel, mangelnde Gasdichtigkeit des Stahlkolbens an sich, mangelnde Elektrodenentgasung während der Herstellung (HF-Feld durchdringt den Stahlkolben nicht) waren unter anderem Gründe, diese Bauform Ende der 1940er Jahre aufzugeben.
Die Fertigung von Rundfunk-Stahlröhren wurde bei Telefunken mit dem Jahrgang 1957/1958 eingestellt. Das gilt auch für die VF14, die unter anderem als Vorverstärkerröhre in den NEUMANN U 47 bzw. U 48 Kondensatormikrofonen verbaut war.